# 京都文化交流コンベンションビューロー
公益財団法人京都文化交流コンベンションビューロー（こうえきざいだんほうじんきょうとぶんかこうりゅうコンベンションビューロー、Kyoto Convention & Visitors Bureau）は、文化芸術のための事業の推進・京都府内外への発信、MICE誘致および賓客などの招聘を目的とする公益財団法人。
2006年に発足した本団体は前身に、京都府・京都市・京都商工会議所・国立京都国際会館・京都市観光協会・京都府観光連盟による京都コンベンション推進協議会と京都府と京都市の出資する平安建都千二百年記念協会がある。
主な事業は、京都の文化等の発信と日本国外への観光プロモーション、コンベンション（MICE）の支援である。古典の日の普及活動、京都迎賓館での賓客のもてなし・参観などの支援、MICEの調査・開催支援と広報宣伝などを行なっている。日本国外への観光プロモーションなどのインバウンド誘致事業は、2012年に京都国際観光客誘致推進協議会の事業を引き継いだものであり、2018年からは京都市観光協会に移管し共同で進めている。また、けいはんなコンベンション誘致推進協議会の構成団体として関西文化学術研究都市の推進に参画している。

## 沿革
- 1982年 - 京都コンベンション推進協議会が発足。
- 1985年 - 財団法人平安建都1200年記念協会が発足。
- 1990年 - 6月、京都コンベンション推進協議会が改組、京都コンベンションビューローが発足[4]。
- 2006年 - 3月、平安建都1200年記念協会が解散。4月、京都コンベンションビューローと統合した京都文化交流コンベンションビューローが発足。
- 2007年 - 1月9日、財団法人として認定設立。
- 2011年 - 公益財団法人に移行。